# Viimsi JK
Viimsi JK is een Estse voetbalclub uit Haabneeme, een plaats in de gemeente Viimsi. De fusieclub ontstond in 2016 en heeft rood en zwart als traditionele kleuren.

## Geschiedenis

### HÜJK Emmaste
Hiiumaa ÜJK Emmaste ontstond in 2000 als fusie tussen Hiiumaa ÜJK en Emmaste JK Dagöplast. Beide clubs werden opgericht in 1998 en zijn afkomstig uit Emmaste op het eiland Hiiumaa. Toch speelde de club de thuiswedstrijden in Tallinn. Het was toen nog een satellietclub van FC Viljandi.
Emmaste kwam uit in de amateurreeksen. In het seizoen 2012 wist de club kampioen te worden in de zuidwestelijke poule van de II liiga, waardoor het promoveerde naar de Esiliiga B, de derde klasse.

### Viimsi JK
In 2016 fuseerde Hiiumaa ÜJK Emmaste met de Martin Reimi Jalgpallikool (Viimsi MRJK, opgericht in 2007) en ging als Viimsi JK spelen. De thuiswedstrijden vinden in Haabneeme plaats.
In 2021 werd de club kampioen van de Esiliiga B, waardoor voor het eerst promotie naar de Esiliiga werd bewerkstelligd. In de jaren daarna deed de club altijd mee in de top van de Esiliiga. In 2022 werd het vierde en de twee jaren daarna tweede.

## Eindklasseringen vanaf 2001
| 6 |

| 4 |

| 3 |

| 7 |

| 7 |

| 5 |

| 10 |

| 4 |

| 4 |

| 2 |

| 8 |

| 1 |

| 5 |

| 3 |

| 7 |

| 8 |

| 7 |

| 2 |

| 5 |

| 5 |

| 1 |

| 4 |

| 2 |

| 2 |

| Esiliiga | Esiliiga B | II liiga | III liiga |

De Esiliiga B startte in 2013. Daarvoor was de Liiga II het derde voetbalniveau in Estland.